# Constantin Găvenea
Constantin Găvenea (n. 1911, Sfântu Vasile Chioara, județul Ialomița,  d. 1994, Tulcea) a fost un pictor român.
Rămas orfan de tată în Primul Război Mondial, este crescut de mamă, în casa scriitorului Nestor Urechia, profesor la Școala de Poduri și Șosele din București. Elisabeta Găvenea se află în serviciul familiei Urechia și aici fiul ei ia primul contact cu artele frumoase prin intermediul lui Aimee, fiica lui Nestor Urechia. Studiind artele la Paris și continuând să picteze în casa tatălui, ea este primul artist pe care-l întâlnește Constantin Găvenea. Tot în casa lui N. Urechia, viitorul artist îl cunoaște pe Nicolae Tonitza. Dat fiind că talentul tânărului Găvenea devenise cunoscut în perioada studiilor de la Școala normală de învățători din Ploiești, este încurajat să urmeze artele frumoase de către Costin Petrescu și Camil Ressu. Din cauza dificultăților materiale, renunță la studiile artistice și alege să urmeze cariera de învățător prin diferite sate din țară. La Sarichioi, județul Tulcea, funcționează până în 1942. Ca artist rămâne autodidact. Până în 1967, funcționează ca profesor de desen și modelaj la Secția de arte plastice a Școlii de muzică din Tulcea. Expune constant la saloanele de artă și deschide numeroase expoziții personale, în România și peste granițe. Critici renumiți, precum Ion Frunzetti, Dan Grigorescu, Andrei Pleșu, Radu Ionescu, Cornel Radu Constantinescu îi comentează elogios aparițiile pe simeze. Leagă prietenie trainică cu Corneliu Baba, după cum ne mărturisesc astăzi fotografiile din atelier.
Pe str. 24 Ianuarie din Tulcea se află casa și atelierul artistului.
Fiul său, Ștefan Găvenea, este un artist plastic contemporan.

## Expoziții
1956
- Participă la expoziția interregională U.A.P. București.
- Participă la expoziția republicană de artă a U.A.P. București.
- Obține premiul I pe țară la o expoziție de pictură organizată la București de Casa Centrala a  Creației Populare, cu portretul în ulei al unei eleve tătare.
- Expoziția artiștilor plastici tulceni – Tulcea.
1957
- Expoziția interregională de artă plastică – București
- Expoziția de grup la Casa de Cultură din Tulcea.
- Expoziția artiștilor plastici dobrogeni – Constanța.
1958-1967
- Profesor la secția de artă plastică a școlii generale de muzică Tulcea. Pregătește și îndrumă către liceele și institutele de arhitectură și arte plastice, elementele cele mai talentate.
1958
- Expoziția anuală de grafică a U.A.P. București.
- Participă cu lucrări în acuarelă, tempera și tuș la expozițiile organizate cu prilejul zilelor de 1 Mai și 23 August la Tulcea.
- Obține premiul I pe țară la expoziția de grafică organizată la București de Casa Centrală a Creației Populare, cu o lucrare cu subiectul „la treieriș”,executată în tuș.
- Expoziția artiștilor plastici dobrogeni – Constanța.
1959
- Expoziția de artă plastică a Cenaclului U.A.P. Brăila –Galați, organizată la Galați.
- Participă  la expozițiile de artă plastică dedicate zilelor de 23 August si 30 Decembrie organizate de Filiala U.A.P. Constanța.
- Expoziția artiștilor tulceni – Tulcea.
1960
- Expoziția interregională de artă plastică organizată la Galați.
- Expoziția Cenaclului U.A.P. – Galați.
- Expoziție de grup a artiștilor plastici tulceni – Tulcea.
1960-1962
- Pictează în ulei la secția de Științe ale Naturii a Muzeului „Delta Dunării” Tulcea, cinci diorame cu aspecte din Deltă.
- Expoziția Filialei U.A.P. Constanța.
1961
- Expoziția interregioală de artă plastică „Dobrogea – Galați” organizată la Constanța.
1962
- Expoziția interregională de artă plastică „Dobrogea –  Galați” organizată la Galați.
- Expoziția artiștilor plastici tulceni – Tulcea.
- Expoziția „Viața în regiunea Dobrogea” organizată la Constanța.
1963
- Expoziția artiștilor plastici din Tulcea și Constanța organizată la Tulcea.
- Expoziția interregională de artă plastică „Dobrogea –  Galați” organizată la Galați.
- Expoziția Filialei U.A.P. Constanța.
1964
- Expoziția Filialei U.A.P. Constanța.
- Expoziția interregională de artă plastică „ Dobrogea – Galați” organizată la Constanța.
1965
- Expoziția anuală de grafică București.
- Expoziția organizată de U.A.P. Constanța la Tulcea.
1966
-Expoziția regională a Filialei U.A.P. Constanța.
1967
- Deschide la Tulcea prima expoziție personală în sala Casei de cultură a sindicatelor cu lucrări în acuarelă și tempera, expoziție itinerată de către Muzeul de artă Constanța, la Mamaia, Mangalia, Eforie Nord, Medgidia, Babadag, Măcin și Sulina.
- Expoziția regională a  Filialei U.A.P. Constanța.
1968
- Participă la „Salonul de vară” organizat de către Filiala U.A.P. Constanța.
- Deschide cea de a doua expoziție personală în sălile Muzeului de artă Medgidia.
- Expoziția județeană de artă plastică organizată de către Filiala U.A.P. Constanța.
1969
- Salonul republican de desen și gravură București.
- Expoziția „Pictori dobrogeni” – Constanța.
- Expoziția de grup: deschisă la Tulcea și Măcin.
- Expoziția dedicată celei de-a XII-a  aniversări a Republicii - Constanța.
1970
- Salonul republican de desen și gravură – București.
- Participă la „Salonul de vară” organizat de către Filiala U.A.P. Constanța.
- Deschide cea de a treia expoziție personală la Măcin.
1971
- Expoziție de pictură și grafică românească contemporană organizată de către Filiala U.A.P. Constanța la Baku – U.R.S.S..
- Salonul republican de acuarelă și gravură – București.
- Expoziția artiștilor plastici tulceni – Tulcea.
- Deschide cea de a patra expoziție personală la sala Amfora – București.
- Expoziția interregională de artă plastică – Constanța.
- Expoziția republicană de artă plastică dedicată semicentenarului P.C.R.- București.
- Expoziția anuală de grafică - București.
- Expoziția colectivă de artă plastică – Constanța.
- Se inființează Cenaclul U.A.P. – Tulcea și este numit secretarul acestuia.
1972
- Prima expoziție județeană a Cenaclului U.A.P. Tulcea.
- Inițiază și participă la expoziția „17 artiști tulceni” organizată cu ocazia inaugurării Galeriei de artă „Dacia” – Tulcea.
- Expoziția de artă plastică românească organizată în cadrul Târgului internațional de la Munchen  - R. F. Germania.
- Expoziția interjudețeana de artă plastică – Constanța.
- Expoziția de artă plastică dedicată celei de-a XXV-a aniversări a Republicii – Tulcea.
- Călătorie de documentare în R.P.Ungară și R. S. Cehoslovacă.
1973
- Salonul republican de desen și gravură – București.
- Deschide cea de a cincea expoziție personală la Galeria Comerzbank din Stuttgart – R.F.G.
- Expoziție reprezentativă de grafică contemporană românească organizată la: Roma, Surmona, Orvieto, Terni, Mantova și Ascoli.
- Expoziția „Artă în dialog cu Dobrogea contemporană” organizată de Muzeul de artă Constanța.
- Expoziția județeană – Tulcea.
- Expoziția de artă plastică organizată cu prilejul celei de a XXVI-a anivesări a Republicii – Tulcea.

1974
- Deschide cea de a șasea expoziție personală „Ipostaze ale peisajului tulcean” la Galeria de artă „Dacia” din Tulcea.
- Expoziția de grup: Grafică contemporană românescă, deschisă la: Collegio Rafaello – Urbino Italia.
- Expoziția „17 acuareliști” – București.
- Expoziția „Acuarele românești” – Berlin – R. D. Germană.
- Expoziția artiști români contemporani” - Palermo Italia.
- Expoziția Cenaclului U.A.P. Tulcea.
- Expoziția de artă plastică dedicată celei de a XXX- a aniversari a Eliberării României de sub dominația fascistă – Tulcea.
- Calatorie de documentare R. D. Germană.

1975
- Salonul anual de grafică – București.
- Expoziția grafică contemporană românească – Perth – Australia.
- Deschide cea de a șaptea expoziție personală „Imagini suprapuse” (acuarelă si litografii în cadrul „Lunii culturii tulcene” – Tulcea.
- Expoziția festivă dedicată zilei de 1 Mai  - Tulcea.
- Expoziția județeană a Cenaclului U.A.P. – Tulcea.

1976
- Expoziția anuală de grafică – București.
- Expoziția „Omagiu patriei socialiste” – București.
- Deschide cea de a opta expoziție personală la sala „Dacia” – Tulcea.
- Expoziția colectivă de acuarele „Peisajul patriei” – București.
- Expoziția județeană a Cenaclului U.A.P. – Tulcea.
1977
- Expoziția republicană de artă plastică organizată în cadrul Festivalului național „Cântarea României” – Cluj-Napoca.
- Expoziția județeană dedicată Centenarului „Independenței de stat a României” – Tulcea.
- Expoziția județeană dedicată Conferinței naționale a P.C.R. – Tulcea.
- Expoziția Cenaclului U.A.P. Tulcea, organizată la Constanța.
- Călatorie de documentare in R.P. Bulgaria.

1978
- Salonul național de grafică – București.
- Expoziția județeană de artă plastică – Tulcea.
1979
- Expoziția republicană de artă plastică organizată în cadrul Festivalului național „Cântarea României”, ediția a II-a – București.
- Expoziția republicană de artă plastică dedicată celei de-a XXXV-a aniversări a eliberării României de sub dominația fascistă.
- Deschide cea de a noua expoziție personală în sălile Det Hordjyske Landsbibliotek – Aalborg – Danemarca.
- Expoziția județeană de artă plastică – Tulcea.
- Expoziția de artă plastică dedicată celei de a XXXV-a aniversări a eliberarii României de sub dominația fascistă – Tulcea.
- Participă la expoziția interjudețeană de artă plastică Brăila, Constanța, Galați, Tulcea.
1980
- Salonul național de grafică – București.
- Expoziția de acuarelă, împreună cu Ștefan Găvenea (gravură)  în sălile Muzelui județean Vaslui.
- Deschide cea de a zecea expoziție personală cu 45 de acuarele la sala „Căminul artei” – București.
- Expoziția județeană de artă plastică – Tulcea.
- Expoziția de artă plastică organizată de Cenaclul U.A.P. Tulcea la Constanța si Brăila.
- Expoziția taberelor de creație lazurile – Calica organizată la Tulcea – ediția a III-a.
1981
- Tulcea. Expoziție retrospectivă de acuarele și litografii, organizată de Comitetul județean de cultură și educație socialistă, Filiala U.A.P. și Muzeul județean de artă. Sălile Muzeului de artă.
1982
- București – Expoziție retrospectivă de acuarele și litografii (ciclul Tulcea veche), organizată de Consiliul Culturii și  Educației Socialiste și Uniunea Artiștilor Plastici. Sala Dalles. 122 acuarele și 27 de litografii.
1983
- Constanța, acuarele și Ștefan Găvenea gravură. Galeriile de artă.
1984
- București - Expoziție cu 40 de acuarele. Sala Orizont.

## Expoziții personale în străinătate
1973
- Stuttgart (R.F.G.) Galeria Comerzbank.
1979
- Aalborg (Danemarca). Sala Det Hordiyske Landsbibliotek.
1983
Mannheim, Heidelberg (R.F.G.).
1986
Aalborg (Danemarca), cu Ștefan Găvenea – gravură, Galeria Huset.
PARTICIPĂRI LA EXPOZIȚII DE ARTĂ ROMÂNEASCĂ PESTE HOTARE
1971 –  Baku (URSS);
1972 –  Munchen;
1973 –  Roma, Sulmona, Orvieto, Genova, Terni, Mantova, Ascoli, Urbino;
1974 –  Berlin (R.D.G.);
1975 –  Perth (Australia);
1979 –  Aalborg (Danemarca);
1983 –  Cairo;
1983 –  Sofia;
1984 –  Beijing (R.P. Chineză);
1985 –  U.S.A.;
1985 –  Ismail (U.R.S.S.)
1986 –  Beijing, Bruxelles.
EXPOZIȚII INTERNAȚIONALE DE ARTĂ PLASTICĂ
1981 –  Tokio – Expoziția inaugurală a Societății Internaționale de artă.
Are lucrări la Oficiul de organizare a expozițiilor, muzee și colecționari din țară, iar peste hotare la colecționari din R.F. Germania, Franța, Elveția, Iugoslavia, Japonia, Norvegia, Danemarca, Thailanda, Sri-Lanka, Ruanda.